# Paul Legrand
Paul Legrand, pseudonimo di Charles Dominique Martin Legrand (Saintes, 4 gennaio 1816 – Parigi, 10 aprile 1898), è stato un mimo francese.

## Biografia

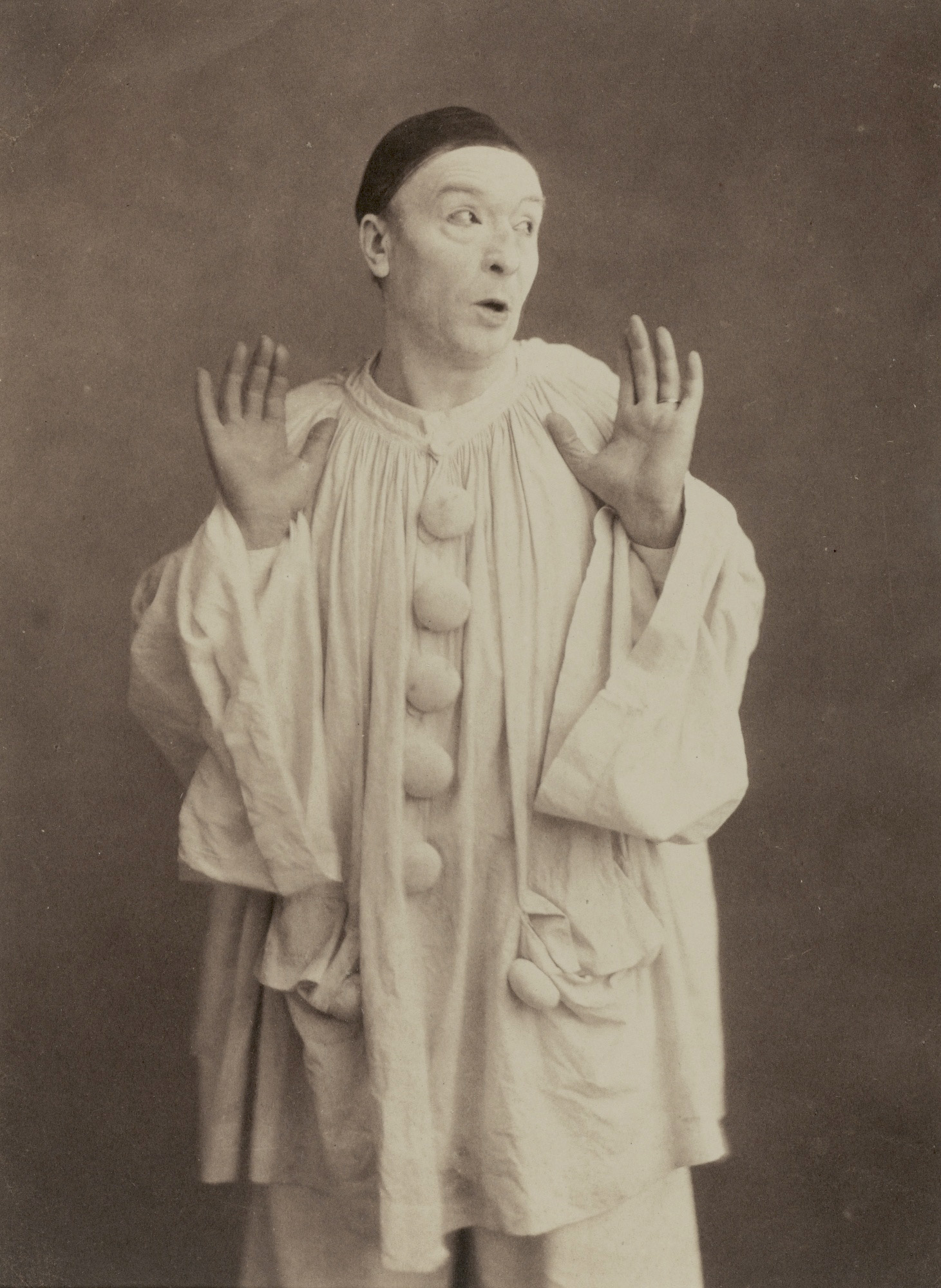
Legrand interpreta Pierrot intorno al 1855

Paul Legrand è un celebre mimo famoso soprattutto per la sua personale e originale interpretazione di Pierrot, dal 1840, differente da quella romantica e poetica del suo predecessore Jean-Gaspard Debureau al Théâtre des Funambules, e che caratterizzò il personaggio con elementi lacrimosi e sentimentali disegnati con gusto, che si conservarono intatti ai suoi fans dopo il XIX secolo.
Il suo successo durò molti decenni e fu anche il primo dei mimi parigini di questo periodo ad esibirsi all'estero, ottenendo consensi a Londra durante l'estate del 1847, poi a Il Cairo e a Rio de Janeiro.
Il periodo migliore fu quello successivo al 1854, quando abbandonò il Théâtre des Funambules per problemi di compatibilità con Debureau, e fondò una propria compagnia teatrale alle Folie-Mayer, recitando soprattutto pantomime talvolta scritte su misura da scrittori importanti.